# Noctiferia
Noctiferia je slovenska metal skupina, ustanovljena leta 1996. Njihova glasba temelji na black / death metalu, zadnja plošča pa ima vplive industriala.

## Zgodovina
Skupina izhaja iz čistega death metal gibanja, ki se je razvil v ustvarjalno in uspešno celoto, ki danes zaseda prostor na nacionalni lestvici in doživlja neverjetne prodajne uspehe. Noctiferia je posnela in izdala prvo ploščo že leta 1997. Baptism at Savica Fall še dandanes predstavlja začetek domačega black metal gibanja. Band velja za originalne izvajalce, ki temeljijo k drugačnosti in preciznosti. Dokaz, da napoveduje nekaj nenavadnega, je bil že prvi odziv na ploščo, ki jim je prinesel pozitivne pohvale pomembnih medijev, ki gradijo svetovno metalsko sceno.
Skupina je postala iskana med poznavalci in med letoma 1997 in 2000 je odigrala več kot sto koncertov doma in v tujini. Noctiferia je slovensko javnost prvič razburkala z nastopom na festivalu Novi rock leta 1999, sicer pa je skupina nastopala na praktično vsakem slovenskem odru in festivalu. Iz čistega undergrounda je skupino povlekla predvsem njihova naslednja, druga plošča Per Aspera, na kateri je že sodeloval pevec/kitarist Artur Felicijan, ki je v skupino prišel po Kiseličevem odhodu.
Plošča je bila posneta leta 2002 v ljubljanskem studiu Metro, s producentom Tat Purusho. Per Aspera je izšla najprej za slovenski teritorij, kjer je dosegla neverjeten odziv. V prvih treh tednih je Noctiferia v Sloveniji prodala 800 izvodov, kar je za slovenski death metal band neverjeten rekord. Skupina, ki je bila tedaj ža vajena tujih oziroma velikih odrov, se je prvič odpravila na daljšo evropsko turnejo. Medtem, ko so Noctiferio gostili po štirinajstih evropskih mestih s skupinami Kataklysm in Malevolent Creation, jih je doma čakalo presenečenje. Tik pred turnejo je skupina izdala svoj prvi videospot za pesem »Fond of Lies«, ki se je obdržal na nacionalni video lestvici Video spotnice na prvem mestu vseh možnih osem tednov. V tem času je skupina ponovno doživela zamenjavo na mestu vokalista, skupini se je pridružil trenutni vokalist, Gianni Poposki.
Noctiferia je požela uspeh tudi v tujini, saj so podpisali pogodbo z ameriško založbo Arctic Music Group, ki je izdala in prevzela odgovornost za ploščo Per Aspera za cel svet. Per Aspera je doživela svoj prvi ponatis leta 2003, kar se je poznalo v takojšnjem mednarodnem zanimanju za skupino, ki se je odpravila na promocijsko turnejo. Nastopali so v osemnajstih evropskih mestih v sklopu turneje, kjer so se kot predskupina pridružili bandom Cannibal Corpse, Marduk, Kataklysm. Naslednje leto je izšel drugi ponatis plošče Per Aspera (z bonus videom) za ameriški teritorij ter omejena naklada ponatisa prvenca Baptism at Savica Fall z bonus komadi, ki ga je izdal Master of Metal. Odpravili so se še na eno evropsko turnejo, tokrat z Malevolent Creation, Marduk in Immolation. Predstavili so se na štiriindvajsetih koncertih in doživeli uspeh predvsem v Angliji, na Škotskem in Irskem, kjer so mediji in fani ploščo še posebej dobro sprejeli.
Leta 2004 je Noctiferia nastopala na velikem odru festivala Metal Camp ter obiskala številne evropske open air festivale. Nekaj dni so nastopali na festivalu No Mercy festival, v Belgiji in na Nizozemskem s Cannibal Corpse, Hypocrisy in drugimi. Po desetdnevni turneji, zadnji za ploščo Per Aspera, je skupino zapustil prvotni bobnar Robert. Odhod iz skupine je pomenil velik šok in izgubo, saj v Sloveniji primanjkuje ekstremnih glasbenikov, predvsem bobnarjev. Robertovo osebno odločitev so ostali člani sprejeli z razumevanjem in čas je bil za nov korak.
Odhod dolgoletnega člana je prinesel marsikatere spremembe. Umetniško izpopolnjena skupina je začela odkrivati prav tam, kamor si ni upal stopiti še nihče. Če rečemo, da je bil prvenec dober primer začetka razvoja ter Per Aspera višek slovenske ekstremne black/death scene, je nov material usodno poigravanje z različnimi glasbenimi stili, ki silijo na dan iz te ustvarjalno nabite ljubljanske četverice. Igor Nardin je umetniški vodja skupine, ki je zasnoval nov material, zasnovan na osnovi zaznavanj iz preteklosti, hkrati pa je to napoved novega zvoka in stila, ki ga je začel.
Leta 2005 se je skupini pridružil nov bobnar Luka Čadež, ki je sicer učitelj bobnov, navdušeni eksperimentator in šolan glasbenik. Luka je prinesel ritmično svežino, ki jo je Noctiferia potrebovala. Začeli so s predprodukcijo sedmih pesmi, ki so jih osnovali v studiu Fabrica ter nadaljevali snemanje v ljubljanskem studiu Metro. Ko je bil material posnet, so odpotovali na Švedsko. V studiu The Abyss so s producentom Petrom Tägtgrenom dokončali ploščo.
Slovenska morbida prinaša Noctiferio v novi preobleki, kot je že značilno za vsako njihovo ploščo. Nova doba kreiranja je več kot zaznavna, saj s simbiozo doslej nezdružljivih stilov plošča ustvarja popolnoma novo karizmatično podobo skupine. Za pesmi »Evil Against Evil« in »Mara« so posneli videospota, to pa sta tudi prva dva singla, ki sta napovedala ploščo. Pripravljajo še najmanj dva videospota, za pesmi »Fall of Exile« in »Bring Out the Beast«. Promocija za novo ploščo se je začela januarja 2006 v londonskem klubu Underworld, Noctiferia pa je februarja nadaljevala z angleško, irsko, škotsko turnejo s skupino Hypocrisy. Slovenska morbida je izšla 6. marca.

## Zasedba

### Trenutna zasedba
- Miloš Mihajlović — vokal
- Igor Nardin — kitara
- Uroš Lipovec — bas kitara
- Urban Krč — bobni
- Andrej Blatnik — kitara

### Nekdanji člani
- David Kiselić — vokal, kitara (1996–2000)
- Artur Felicijan — vokal, kitara (2000–2002)
- Robert Steblovnik — bobni (1996–2003)
- Luka Čadež — bobni (2003–2006)
- Dame Tomoski — klaviature (2013-2017)
- Matjaž Gergeta — bobni (2007-2018)
- Roman Fileš — kitara (2006-2020)
- Gianni Poposki — vokal (2002–2024)

## Diskografija
- Gods of Pocka (1996, demo)
- Eternal Blasphemy (1997,live)
- Baptism at Savica Fall (1998)
- Inhuman (2000, demo)
- Per Aspera (2003)
- Slovenska morbida (2006)
- Death Culture (2010)
- Pax (2014)
- Transnatura (2016)
- Reforma (2021)